# Raión de Kavkázskaya
El raión de Kavkázskaya (del ruso: Кавказский район) es uno de los treinta y siete raiones en los que se divide el krai de Krasnodar, en Rusia. Está situado en el área oriental del krai. Limita al sur con el raión de Gulkévichi, al oeste con el raión de Tbilískaya, al norte con el raión de Tijoretsk y el de Novopokróvskaya, y al este con el raión de Novoaleksándrovsk del krai de Stávropol. Tiene una superficie de 1.142 km² y contaba con una población de 123.755 habitantes en 2010.
El relieve llano del raión es cabecera de tres ríos, el río Beisug, en el suroeste, el río Chelbas, en la zona central, de este a oeste, y el río Kalaly, en el nordeste. La frontera sur del distrito es la orilla derecha del río Kubán.

## Historia
El 2 de junio de 1924 se estableció el raión de Kropotkin como parte del ókrug de Armavir del óblast del Sudeste, en territorios del anterior otdel de Kavkázskaya del óblast de Kubán-Mar Negro. Inicialmente estaba compuesto por 26 selsoviets: Armiánskoye, Vannóvskoye, Gulkévichiskoye, Dmítriyevskoye, Kavkázskoye, Kazánskoye, Leonovskoye, Lovlinskoye, Lósevskoye, Maikópskoye, Márinskoye, Naidenovskoye, Nikolinskoye, Novobekeshevskoye, Novovladímirovskoye, Novoivánovskoye, Novoukrainskoye, Severinskoye, Severokubanskoye, Sokolovskoye, Sonentalskoye, Temizhbékskoye, Topolianskoye, Tflískoye y Ukrainskoye. 
El 16 de noviembre de ese año pasó a formar parte del Krai del Cáucaso Norte. El 27 de febrero de 1928 se separa el raión nacional alemán de Vannóvskoye. El 10 de enero de 1934 entra en la composición del krai de Azov-Mar Negro. El 31 de diciembre de 1934 se separa el raión de Gulkévichi y el de Tbilískaya. El 13 de septiembre de 1937 fue integrado en el krai de Krasnodar. 
El 6 de diciembre de 1943 Kropotkin fue subordinada directamente al krai, por lo que se designó el 25 de enero de 1944 a Kavkázskaya como centro, cambiándose asimismo el nombre del raión al actual. En 1956 se decidió que volviera a ser centro Kropotkin, pero sin entrar en la composición del raión. El 11 de febrero de 1963 se le agrega el territorio de los raiones de Tbilískaya y Gulkévichi, y se designa como centro a Gulkévichi. El 30 de diciembre de 1966 se separa el raión de Tbilískaya y el 20 de diciembre de 1980 el de Gulkévichi, volviendo el centro del raión de Kavkázskaya a la stanitsa homónima. El 8 de agosto de 2008 se le agrega el territorio del municipio de la ciudad de Kropotkin, que queda como centro administrativo.

## Demografía
| Año  | Población |
| ---- | --------- |
| 1959 | 49 460    |
| 1970 | 130 553   |
| 1979 | 131 364   |
| 1989 | 43 625    |
| 2002 | 45 343    |
| 2010 | 123 755   |

Un 65.1 % de la población es urbana y el 34.9 % restante es rural. Los incrementos y disminuciones bruscas de población son reflejo de los cambios en su composición.

## División administrativa

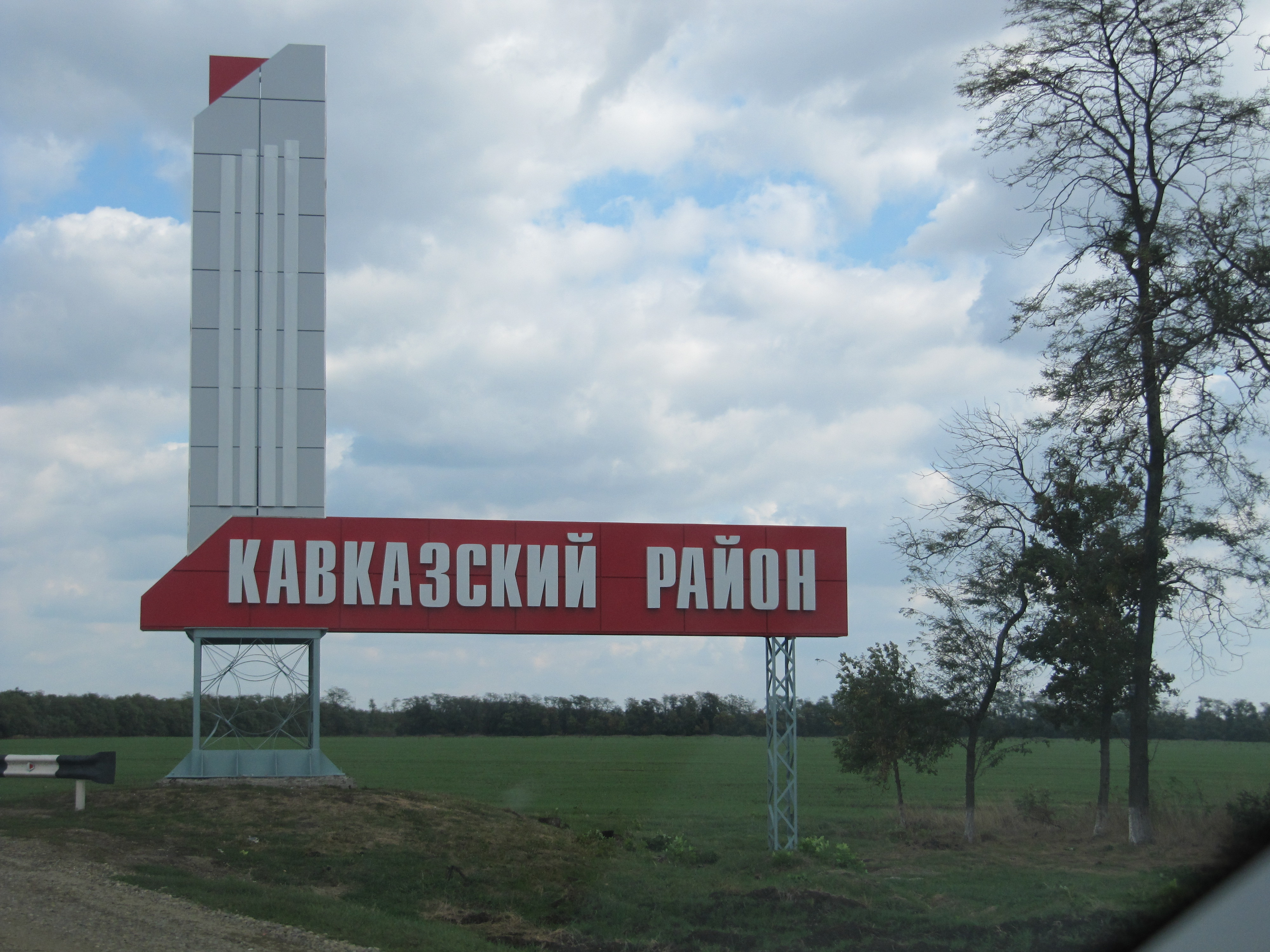
Rótulo de entrada al raión.

El raión se divide en 1 municipio urbano y 8 municipios rurales, que engloban a 27 localidades.
| Municipios de tipo urbano        | Poblaciones* |
| -------------------------------- | --- |
| Municipio urbano Kropotkinskoye  | - ciudad Kropotkin |
| Municipios de tipo rural         | |
| Municipio rural Dmítriyevskoye   | - stanitsa Dmítriyevskaya |
| Municipio rural imeni M. Gorkogo | - posiólok Posiólok imeni M. Gorkogo - posiólok Oziorni - posiólok Proletarski - jútor Proletarski                                                              |
| Municipio rural Kavkázskoye      | - stanitsa Kavkázskaya |
| Municipio rural Kazánskoye       | - stanitsa Kazánskaya |
| Municipio rural Losevskoye       | - jútor Lósevo - jútor Kazachi - jútor Rogachov - posiólok Stepnói - posiólok Desiatijatka                                                                      |
| Municipio rural Mirskoye         | - posiólok Mirskói - posiólok Oktiabrski - posiólok Vozrozhdéniye - posiólok Komsomolski - posiólok Krasnoarmeiski - posiólok Rastsvet - jútor Rozy Liuksemburg |
| Municipio rural Privolnoye       | - jútor Privolni - jútor Vostochni - jútor Vnukovski - jútor Krásnaya Zvezdá - jútor Poltavski - jútor Pribrezhni                                               |
| Municipio rural Temizhbékskoye   | - stanitsa Temizhbékskaya |

*Los centros administrativos están resaltados en negrita.

## Transporte
Kropotkin es un enlace de ferrocarriles (Krasnodar-Stávropol y Ferrocarril del Cáucaso Norte). Por el territorio del raión pasa la carretera M29 Cáucaso Pávlovskaya-Derbent-frontera azerí.